# Nederlands kampioenschap halve marathon 2015
Het Nederlands kampioenschap halve marathon 2015 vond plaats op 17 mei 2015. Het was de 24e keer dat de Atletiekunie een wedstrijd organiseerde met als inzet de nationale titel op de halve marathon (21,1 km). De wedstrijd vond plaats in Leiden tijdens het evenement marathon van Leiden.
Nederlands kampioen halve marathon bij de mannen werd Bart van Nunen en bij de vrouwen won Stefanie Bouma de titel.
In totaal namen 220 atleten deel in verschillende leeftijdscategorieën.

## Uitslagen

### Mannen
| Rang   | Atleet            | Tijd    | Opm.   |
| ------ | ----------------- | ------- | ------ |
| Goud   | Bart van Nunen    | 1:04.35 |        |
| Zilver | Mike Teekens      | 1:06.30 |        |
| Brons  | Olfert Molenhuis  | 1:07.27 |        |
| 4      | Vincent Mensen    | 1:08.59 |        |
| 5      | Jop van der Steen | 1:09.36 |        |
| 6      | Roger Smeets      | 1:11.31 | 1e M40 |
| 7      | Pim Molenaar      | 1:12.42 | 6e M   |
| 8      | Patrick Kwist     | 1:12.47 | 1e M45 |
| 9      | Casper Koelma     | 1:13.07 | 1e M35 |
| 10     | Rene de Lange     | 1:13.24 | 2e M35 |

### Vrouwen
| Rang   | Atleet            | Tijd    | Opm.   |
| ------ | ----------------- | ------- | ------ |
| Goud   | Stefanie Bouma    | 1:18.11 |        |
| Zilver | Ingrid Versteegh  | 1:19.01 | 1e V35 |
| Brons  | Patty den Ouden   | 1:19.21 | 2e V   |
| 4      | Marije te Raa     | 1:20.04 | 3e V   |
| 5      | Nicole Philippens | 1:20.52 | 1e V40 |
| 6      | Ingrid Prigge     | 1:23.33 | 1e V50 |
| 7      | Nicole Philippens | 1:23.51 | 4e V   |
| 8      | Nina Bakker       | 1:24.15 | 2e V50 |
| 9      | Femke van Hest    | 1:24.17 | 2e V35 |
| 10     | Marlies Jongerius | 1:25.21 | 3e V35 |

1992 · 
1993 · 
1994 · 
1995 · 
1996 · 
1997 ·
1998 ·
1999 · 
2000 · 
2001 · 
2002 · 
2003 · 
2004 · 
2005 · 
2006 · 
2007 · 
2008 · 
2009 · 
2010 · 
2011 · 
2012 · 
2013 · 
2014 · 
2015 · 
2016 ·
2017 ·
2018 ·
2019 ·
2022 ·
2023